# PSR J1748−2446ad
PSR J1748−2446ad is voor zover bekend de snelst roterende pulsar, een zogeheten millisecondepulsar (MSP), met een frequentie van 716 hertz, oftewel 716 omwentelingen per seconde. Hij is ontdekt met de Green Bank Telescope door Jason W. T. Hessels et al. van de McGill universiteit op 10 november 2004 en dit is nog eens bevestigd op 8 januari 2005.
Indien aangenomen dat deze neutronenster uit minder dan tweemaal de zonnemassa bestaat, een doorsnee waarde zoals men doorgaans treft bij neutronensterren, dan is de radius te bepalen op minder dan 16 km. Hoewel verreweg de meeste neutronensterren 'slechts' een paar maal per seconde roteren, kan dit in een dubbelstersysteem oplopen tot honderden rotaties per seconde. Op de evenaar tolt deze ster met de gigantische rotatiesnelheid van plusminus 70.000 kilometer per seconde, wat 24% van de lichtsnelheid is.
Deze pulsar bevindt zich in de bolvormige sterrenhoop Terzan 5, die ongeveer achttienduizend lichtjaar van onze planeet aarde ligt, in het sterrenbeeld Boogschutter. Terzan 5 is recordhouder voor het hoogste aantal MSP's in een sterrenhoop met tot nu toe 37 stuks aangetoond. Op de tweede plaats staat 47 Tucanae met 25 MSP's. PSR J1748−2446ad maakt onderdeel uit van een tweevoudige dubbelster en vertoont een regelmatige eclips, waarvan de eclipsgrootte zo'n 40% is. De omloop is sterk cirkelvormig met een periode van 26 uur. De tweede ster is ten minste 0,14 zonnemassa zwaar, met een straal van 5 tot 6 maal die van de zon. Hessels et al. stellen dat de andere ster uit het systeem een uitgezette hoofdreeksster kan zijn, die zijn rochelob wellicht vult. Hessels et al. speculeren verder nog dat zwaartekrachtgolven van deze pulsar misschien te detecteren zijn met LIGO of Virgo.